# The Birthday Massacre
The Birthday Massacre is een Canadese rockband uit Toronto, Ontario. Ze werd in 1999 opgericht als Imagica. In 2001 werd de nieuwe naam The Birthday Massacre, omdat Imagica al in gebruik bleek te zijn.
Ze staan bekend om hun catchy muziek, die op zich vrolijk klinkt maar eigenlijk (meestal) een duistere tekst bevat.

## Biografie
Oorspronkelijk komt de band uit London, Ontario. De originele, vaste bezetting bestond uit:
- Chibi (zang)
- Rainbow (gitaar en programmeur),
- Michael Falcore (gitaar)
- Aslan (basgitaar)

Voor hun optredens was Dank toetsenist en speelde O.E. drums. Er werd rond deze tijd een speciale demo-plaat - die uit zeven liedjes bestond - uitgebracht.
Nadat in 2001 Dank de groep verliet, verhuisde de groep naar Toronto om opnieuw een demo-plaat op te nemen. Ditmaal bestond deze uit vijf liedjes.
Niet lang daarna nam de groep (toen gekend als Imagica) hun huidige naam aan. Dit deden ze om conflicten te vermijden met een andere groep, die blijkbaar dezelfde naam hadden. Ook wilden ze in de toekomst gelijkaardige conflicten vermijden. Daarom kozen ze de origineelst mogelijke naam; een van hun liedjes. Dat nu bekend is onder de naam Happy Birthday.
In juli 2002 bracht the Birthday Massacre eigenhandig hun eerste full-cd uit, met de naam: Nothing and Nowhere. Toch duurde het nog tot 2003 eer dat er een vaste toetsenist en drummer gevonden werd. Deze waren Adm aan keyboard en Rhim aan de drums. Op 20 juli 2004, brachten ze de ep Violet uit. Kort daarop werd ook Nothing and Nowhere heruitgebracht. Ondertussen had Adm de band alweer verlaten, om zich te kunnen concentreren op zijn eigen solo-projecten.
Tijdens de herfst van 2004 kreeg de band een contract bij Repo Records, in Duitsland. Dankzij dit contract werd een uitgebreidere versie van Violet uitgebracht in het grootste stuk van Europa. In 2005 kregen ze ook een contract bij Metropolis Records, waardoor Violet ook uitkwam in de Verenigde Staten, Groot-Brittannië, Zuid-Amerika en in hun thuisland, Canada. Toen uiteindelijk O-En zich in augustus bij de groep voegde, begon the Birthday Massacre aan een Europese tournee. Deze tournee werd later ook uitgeven als dvd, met extra's zoals: een videoclip voor Blue, live versies van Video Kid en Violet. Ook bevatte de dvd een studio-optreden van Nevermind (niet te verwarren met album van Nirvana).
In 2006 kwam er uiteindelijk ook een tournee doorheen Noord-Amerika en Mexico. Deze tournee kreeg de naam "Broken Minds". Uiteindelijk kwam deze tournee in de zomer van datzelfde jaar ook (weer) naar Europa.

## Discografie

### Officiële uitgaven
- Nothing and Nowhere (2002, heruitgegeven in 2004)
- Violet (ep 2004) (lp 2005)
- Walking with strangers (2007)
- Looking Glass (ep 2008)
- Show And Tell (2009)
- Pins and Needles (2010)
- Imaginary Monsters (2011)
- Hide and Seek (2012)
- Superstition (2014)
- Under Your Spell (2017)
- Diamonds (2020)
- Fascination (2022)

### Demo's
- Demo 1 (2000) (onder Imagica)
- Demo 2 (2001) (onder Imagica)

### Dvd's
- Blue (2005)
- Show And Tell (2009)